# Liste der Naturdenkmale in Aerzen
Die Liste der Naturdenkmale in Aerzen nennt die Naturdenkmale im Flecken Aerzen im Landkreis Hameln-Pyrmont in Niedersachsen.

## Naturdenkmale
| Bild            | Bezeichnung                                        | Ort, Lage                                                                          | Beschreibung | Schutzzweck                                                   | Nummer    |
| --------------- | -------------------------------------------------- | ---------------------------------------------------------------------------------- | --- | ------------------------------------------------------------- | --------- |
| Fotos hochladen | Buchen Friedhof Aerzen                             | Aerzen Friedhof Aerzen (52° 2′ 57,5″ N, 9° 16′ 3,6″ O)                             | Die Friedhofsbuchen bestehen aus einer Trauerbuche (Fagus sylvatica ‚Pendula’) westlich der Kapelle sowie einer Blutbuche (Fagus sylvatica ‚Purpurea’) im westlichen Eingangsbereich des Friedhofs. Die Buchen haben einen für die jeweilige Sorte typischen, weit ausladenden mächtigen Wuchs und dominieren mit ihren großvolumigen Kronen das Friedhofsbild.                                              | Seltenheit, Eigenart und Schönheit                            | ND-HM 011 |
| Fotos hochladen | Pferdebrunnen Grießem                              | Grießem (52° 0′ 59″ N, 9° 12′ 52,4″ O)                                             | Der „Pferdebrunnen“ befindet sich nordöstlich von Grießem direkt am Grießebach. Der Pferdebrunnen ist ein ca. 100 m² großer Quellteich, welcher durch mehrere hydrogeologisch wertvolle Kalkdruckquellen (sogenannte Quelltöpfe) gespeist wird. Gemäß einer Sage nach soll früher ein Pferdegespann im Quellteich versunken sein, was dann zur Namensgebung führte.                                          | Schönheit, wissenschaftliche und heimatkundliche Bedeutung    | ND-HM 038 |
| Fotos hochladen | Jungferneiche                                      | Aerzen nördlich der Siedlung „Am Ahorn“ (52° 3′ 22″ N, 9° 12′ 57,2″ O)             | Die „Jungferneiche“ steht im geschlossenen Waldbestand des Ahorns westlich von Aerzen und kennzeichnet eine Wegekreuzung des sogenannten „Hilkenbreder Kirchweges“: Die „Jungferneiche“ ist eine schmalkronige, straff aufgeastete Stieleiche (Quercus robur). | heimatkundliche Bedeutung                                     | ND-HM 043 |
| BW              | Königseiche                                        | Aerzen im Lüningsberg nördlich von Aerzen (52° 3′ 21,5″ N, 9° 15′ 14″ O)           | Die Königseiche befindet sich am südlichen Waldrand des Lüningsberges oberhalb von Aerzen. Die alte, knorrige Stieleiche (Quercus robur) befindet sich mittlerweile in der altersbedingten Degenerationsphase und soll vor Ort absterben sowie zerfallen können. | Schönheit, heimatkundliche Bedeutung                          | ND-HM 061 |
| BW              | Findling Multhöpener Kamp                          | Multhöpen (52° 5′ 10,6″ N, 9° 14′ 40,8″ O)                                         | Der Findling befindet sich im Waldbestand des Multhöpener Kampes nördlich von Multhöpen. Der Gneisfindling mit den Maßen 1,2 × 1 × 0,5 m ist von geowissenschaftlicher Bedeutung. | Seltenheit, wissenschaftliche Bedeutung                       | ND-HM 084 |
| BW              | Sommerlinde bei Grupenhagen                        | Grupenhagen westlich von Grupenhagen, Boldenkoven (52° 4′ 28,2″ N, 9° 12′ 38,1″ O) | Die Sommerlinde (Tilia platyphyllos) steht im Saum eines Wirtschaftsweges südlich der Kreisstraße K25 zwischen Grupenhagen und Boldenkoven. Der schön gewachsene und weithin sichtbare Einzelbaum ist wesentlicher Bestandteil des Landschaftsbildes. | Schönheit                                                     | ND-HM 156 |
| BW              | 8 Hude-Eichen in Flakenholz                        | Flakenholz (52° 5′ 11,7″ N, 9° 11′ 22,2″ O)                                        | Die 8 Hude-Eichen (Quercus robur) stehen auf einem weitläufigen Hofgrundstück am südlichen Ortsrand von Flakenholz. Die Bäume wurden 1756 auf Dekret des hannoverschen Königs zur Schweinemast gepflanzt. | Schönheit, heimatkundliche Bedeutung                          | ND-HM 158 |
| BW              | 11 Eichen am Rittergut Posteholz                   | Posteholz (52° 5′ 16,5″ N, 9° 12′ 1,1″ O)                                          | Die 11 Eichen (Quercus robur) stehen an der südlichen Grundstücksgrenze des Rittergutes Posteholz am Rande einer angrenzenden Ackerfläche und bilden mit ihren mächtigen Kronen einen harmonischen Übergang der Bebauung zur freien Landschaft. Kulturhistorische Bedeutung. | Schönheit, heimatkundliche Bedeutung                          | ND-HM 159 |
| BW              | Alte Eichen an der Pulvermühle                     | Reinerbeck (52° 2′ 21,4″ N, 9° 12′ 44,3″ O)                                        | Die Eichen (Quercus robur) stehen im Bereich der Wohngebäude der sogenannten Pulvermühle an der Kreisstraße K26 zwischen Aerzen und Reinerbeck. Die 3 etwa 500 Jahre alten großkronigen Eichen sind dominanter Mittelpunkt der ehemaligen landwirtschaftlichen Hofstelle und überragen mit den mächtigen Kronen die Wohngebäude. Die Eichen zählen zu den ältesten im Landkreis bekannten Bäumen dieser Art. | Seltenheit, Eigenart und Schönheit, heimatkundliche Bedeutung | ND-HM 160 |
| BW              | Eiche am Schalkshof                                | Grupenhagen (52° 5′ 4,7″ N, 9° 11′ 52,5″ O)                                        | Die „Eiche am Schalkshof“ (Quercus robur) befindet sich südlich vom Rittergut Posteholz auf einer Weide am Goldbach. Die landschaftsbildprägende, großkronige und vitale Eiche kennzeichnet kulturhistorisch die landwirtschaftliche Hofstelle des sogenannten Schalkshofs. Die Eichen zählen zu den ältesten im Landkreis bekannten Bäumen dieser Art.                                                      | Schönheit, heimatkundliche Bedeutung                          | ND-HM 161 |
| BW              | Hof-Eichen in Posteholz                            | Posteholz (52° 5′ 39,9″ N, 9° 12′ 18,6″ O)                                         | Die drei Hude-Eichen (Quercus robur) stehen auf einer landwirtschaftlichen Hofstelle am nördlichen Ortsrand von Posteholz. Die Eichen sind vermutlich zur Schweinemast angepflanzt worden. Kulturhistorische Bedeutung. | Schönheit, heimatkundliche Bedeutung                          | ND-HM 162 |
| BW              | Hude-Eichen bei Grupenhagen                        | Grupenhagen (52° 4′ 17,1″ N, 9° 14′ 1,3″ O)                                        | Die beiden großkronigen Hude-Eichen (Quercus robur) stehen auf einer Pferdeweide am Beberbach südlich von Grupenhagen. Die beiden Bäume stehen eng zusammen und geben den Weidetieren mit dem weit ausladenden Kronendach Schutz. | Schönheit, heimatkundliche Bedeutung                          | ND-HM 163 |
| Fotos hochladen | Eiche am Denkmal in Selxen                         | Selxen (52° 3′ 39,8″ N, 9° 17′ 3,7″ O)                                             | Die Stieleiche (Quercus robur) steht vor dem Denkmal in der Ortsmitte von Selxen. Der großkronige Baum ist dominanter Mittelpunkt des Ortes. | Schönheit, heimatkundliche Bedeutung                          | ND-HM 164 |
| BW              | Eiche südlich des Ziebenberges                     | Grießem (52° 0′ 37,2″ N, 9° 11′ 54,1″ O)                                           | Die Eiche (Quercus robur) steht ca. 500 m westlich von Grießem im Seitenstreifen des Wirtschaftsweges nach Sonneborn. Der Baum bildet mit seiner weit ausladenden mächtigen Krone im Zusammenhang mit einer gegenüber stehenden Baumgruppe eine Torsituation. Besondere Bedeutung für das Landschaftsbild.                                                                                                   | Schönheit                                                     | ND-HM 165 |
| Fotos hochladen | Pyramiden-Eiche in Aerzen                          | Aerzen (52° 3′ 0,1″ N, 9° 15′ 56,9″ O)                                             | Die Pyramideneiche (Quercus robur ‚Fastigiata’) steht im Biergarten der Gaststätte „Forsthaus Aerzen“ im Aerzener Tannenweg. Der Baum ist mit seinem mächtigen Stammumfang sowie kompakter, straff aufrechter Krone dominanter Mittelpunkt des Biergartens sowie im umgebenden Ortsbild. | Seltenheit, Eigenart und Schönheit                            | ND-HM 166 |
| BW              | Eiche am Goldbach                                  | Posteholz (52° 5′ 9,5″ N, 9° 11′ 38,6″ O)                                          | Die Eiche (Quercus robur) steht ca. 500 m südöstlich von Flakenholz solitär auf einer Viehweide am Goldbach. Der sehr schön gewachsene Baum gibt den Weidetieren Schutz und ist wesentlicher Bestandteil des kleinräumig strukturierten Landschaftsbilds. | Schönheit                                                     | ND-HM 167 |
| BW              | 2 Brüder-Eichen im Posteholzer Junkerngrund        | Posteholz (52° 5′ 16,6″ N, 9° 12′ 22,8″ O)                                         | Die beiden Eichen (Quercus robur) stehen am Haubenweg ca. 300 m östlich vom Rittergut Posteholz im sogenannten Junkerngrund. Die Baumgruppe hat kulturhistorische Bedeutung. | Schönheit, heimatkundliche Bedeutung                          | ND-HM 168 |
| BW              | Eiche im Goldbachtal nordwestlich der Schrappmühle | Posteholz (52° 4′ 57,1″ N, 9° 12′ 11,7″ O)                                         | Die Eiche steht zwischen Goldbach und der Kreisstraße K26 nordwestlich der Schrappmühle. Der schön gewachsene mächtige Baum hebt sich deutlich aus dem sonstigen Waldbestand heraus und ist wesentlicher Bestandteil des Landschaftsbildes. | Schönheit                                                     | ND-HM 169 |